# Franco Moscone

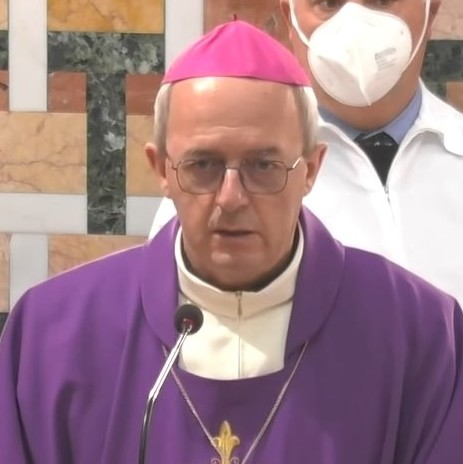
Erzbischof Franco Moscone (2022)

Erzbischofswappen

Franco Moscone CRS (* 10. Dezember 1957 in Alba, Provinz Cuneo, Italien) ist ein italienischer Ordensgeistlicher und römisch-katholischer Erzbischof von Manfredonia-Vieste-San Giovanni Rotondo.

## Leben
Franco Moscone trat der Ordensgemeinschaft der Somasker bei und absolvierte zunächst einen Vorbereitungskurs in San Mauro Torinese. Es folgte das Noviziat in Somasca und ein Praxisjahr am Colegio San Fermín in Caldas de Reis in Spanien sowie das Post-Noviziat in der Casa di Sant’Alessio all’Aventino in Rom. Danach studierte Moscone Philosophie und Katholische Theologie am Päpstlichen Athenaeum Sant’Anselmo. Er legte am 26. September 1982 die ewige Profess ab und empfing am 16. Juni 1984 in Alba das Sakrament der Priesterweihe.
Ab 1983 war Franco Moscone Ausbilder in der Ordensniederlassung in San Mauro Torinese. 1991 erwarb er an der Universität Turin ein Diplom in Literaturwissenschaft. Von 1992 bis 1995 war Moscone als Lehrer am Collegio Emiliani in Nervi tätig, bevor er nach Polen entsandt wurde, wo er am 1. September 1995 Superior der Ordensniederlassung in Toruń wurde. 2000 wurde er Leiter des Collegio Emiliani in Nervi. Franco Moscone wurde 2002 zum Provinzial-Vikar der Ordensprovinz Ligurien-Piemont gewählt und 2005 zum Generalvikar seiner Ordensgemeinschaft. Seit März 2008 war Franco Moscone Generalsuperior der Somasker.
Am 3. November 2018 ernannte ihn Papst Franziskus zum Erzbischof von Manfredonia-Vieste-San Giovanni Rotondo. Der Bischof von Alba, Marco Brunetti, spendete ihm am 12. Januar des folgenden Jahres in der Kathedrale von Alba die Bischofsweihe. Mitkonsekratoren waren der emeritierte Bischof von Toruń, Andrzej Suski, und der Erzbischof von Otranto, Donato Negro. Die Amtseinführung in Manfredonia fand am 26. Januar 2019 statt.